# Бела (приток Желивки)
Бела (чеш. Bělá) — река в районе Пельгржимов (Высочина, Чехия), правый приток Желивки. Берёт начало у одноимённого села, течёт в основном на север, протекая через Пельгржимов, после которого впадает в Желивку у Красиковице. Общая протяжённость реки составляет 24,9 км, площадь водосборного бассейна 130,6 км², средний расход воды (измерения на гидрографической станции Радетин-Пельгржимов) — 0,68 м³/с.